# Estação Esperanza
Esperanza é uma estação da Linha 4 do Metro de Madrid (Espanha).

## História
A estação entrou em funcionamento em janeiro de 1979.